# Tancredo da Galileia
Tancredo da Galileia ou Tancredo de Hauteville  ou ainda Tancredo de Altavila (1072 — 5 de dezembro de 1112 (ou 12 de dezembro de 1112) foi um cavaleiro normando da Itália Meridional e um dos líderes da Primeira Cruzada. Posteriormente tornou-se príncipe da Galileia, regente do Principado de Antioquia e do Condado de Edessa.

## Vida
Tancredo era filho do senhor normando Odon Bonmarchis com Ema de Altavila (ou Ema de Apúlia), sobrinho de Boemundo de Taranto e neto de Alberada de Buonalbergo com Roberto Guiscardo, duque de Apúlia, da Calábria e da Sicília.
Em 1096, Tancredo juntou-se ao seu tio Boemundo na Primeira Cruzada. Em Constantinopla, os líderes cruzados, pressionados por Aleixo I Comneno, prometeram ceder ao Império Bizantino as terras que conquistassem aos muçulmanos. Embora os outros líderes tivessem jurado sem pretender cumprir a promessa, Tancredo recusou-se a fazer o juramento.
Tendo participado no cerco de Niceia em 1097, viu a cidade ser tomada pelo exército de Aleixo devido a negociações secretas deste com os turcos seljúcidas. A partir deste momento Tancredo não confiou nos bizantinos. Mais tarde no mesmo ano, tomou Tarso e outras cidades da Cilícia, e participou do cerco a Antioquia em 1098.
No ano seguinte, durante o ataque a Jerusalém, Tancredo, tal como Gastão IV de Béarn, reclamou a honra de ter sido o primeiro cruzado a entrar na cidade em 15 de julho. Ambos fizeram centenas de prisioneiros muçulmanos, dando protecção a alguns deles no telhado do Templo de Jerusalém. Mas na manhã seguinte, ordenaram aos cruzados o massacre dos refugiados no templo - muçulmanos e judeus, homens e mulheres. Quando se estabeleceu o Reino de Jerusalém, Tancredo recebeu o Principado da Galileia, território localizado a sul e a oeste do mar da Galileia, e vassalo de Jerusalém.

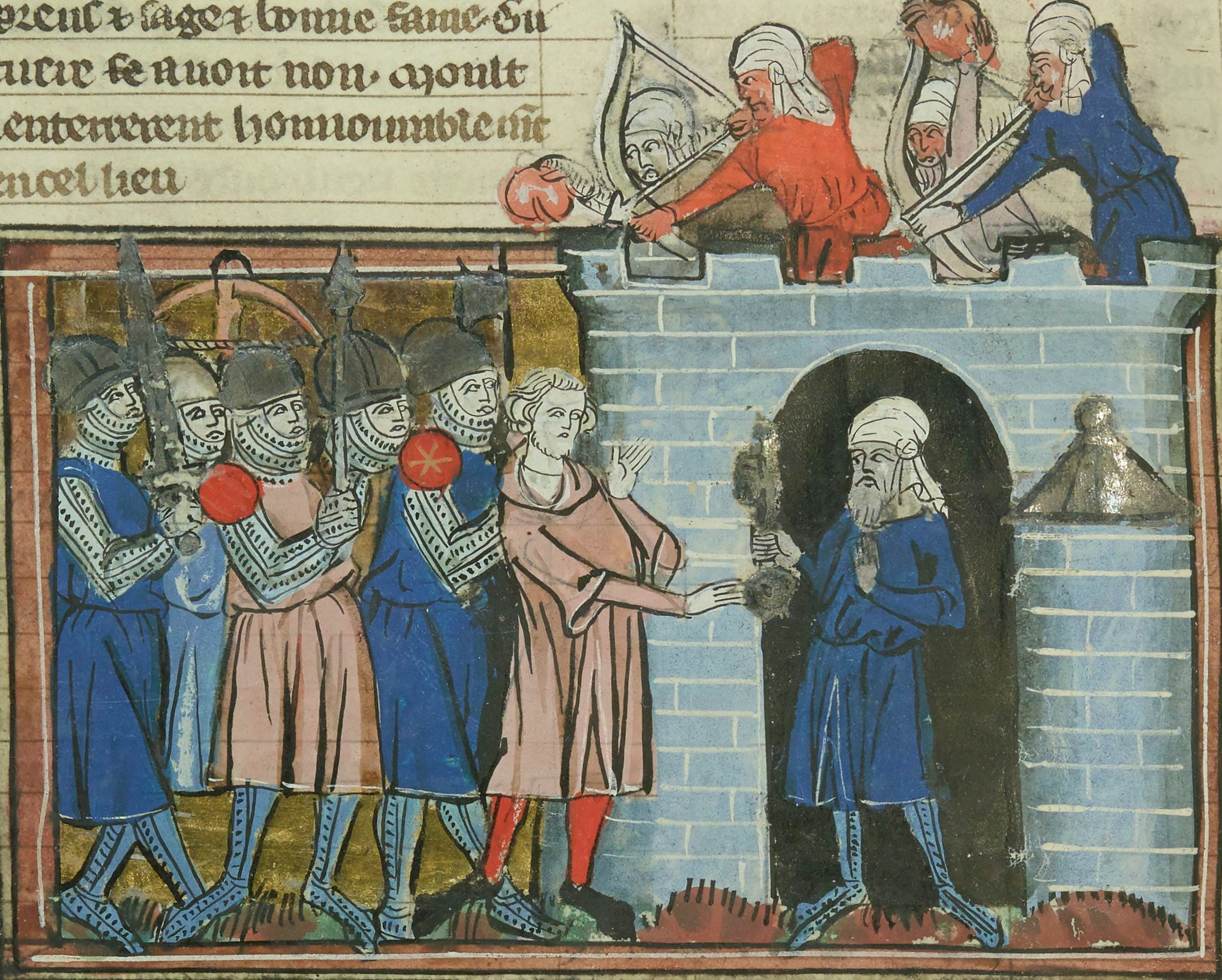
Tancredo em Tarso (iluminura medieval)

Tancredo renunciou ao seu principado para se tornar regente de Antioquia em 1100, quando o seu tio Boemundo foi aprisionado pelos danismêndidas. Expandiu o território do principado ao tomar terras dos bizantinos, apesar de na década seguinte Aleixo tentar, sem sucesso, subjugá-lo ao controlo do seu império.
Em 1104 também se tornou regente do Condado de Edessa quando Balduíno II foi aprisionado na batalha de Harã. E depois da sua libertação em 1108, Balduíno teve de lutar contra Tancredo, aliando-se a alguns governantes muçulmanos locais para retomar o seu condado e ver o seu regente e rival voltar para Antioquia.
Em 1108, com a morte de Gervásio de Bazoches, Tancredo voltou a assumir o Principado da Galileia. Recusou-se a honrar o Tratado de Devol, pelo qual Boemundo I jurara vassalagem a Aleixo, e por várias décadas o Principado de Antioquia manteve-se independente do Império Bizantino. Em 1110 tomou o Fortaleza dos Cavaleiros, que se tornaria numa importante fortaleza do Condado de Trípoli.
Tancredo permaneceu regente de Antioquia, então em nome do seu primo Boemundo II até à sua morte em 1112, durante uma epidemia de febre tifoide. Tinha-se casado com Cecília de França, filha do rei Filipe I de França com a sua segunda esposa Bertranda de Monforte, mas morreu sem gerar descendência.

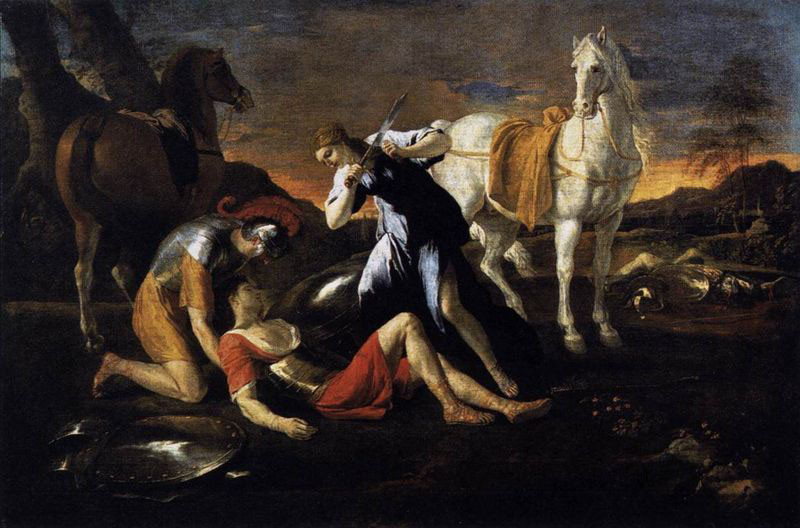
Tancredo e Ermínia de Nicolas Poussin - Tancredo da Galileia numa versão romantizada criada no século XVI

## Tancredo na ficção
- Tancredo surge como um personagem no poema épico quinhentista Gerusalemme Liberata (Jerusalém Libertada), de Torquato Tasso, no qual é retratado como um herói épico, com um amor (ficcional) por uma guerreira pagã chamada Clorinda. É também amado pela ficcional princesa Ermínia de Antioquia.
- Parte dos versos de Torquato Tasso foram adaptados por Claudio Monteverdi na sua obra dramática de 1624 Il Combattimento di Tancredi e Clorinda.
- Em 1759 Voltaire escreveu a peça de teatro Tancrède, em que Rossini baseou a sua ópera Tancredi (1813)
- Tancredo também surge em uma cena de A Tragédia do Homem,de Imre Madách
- Tancredo também representa uma das personificações de Adão em A Tragédia do Homem (2011) de Marcell Jankovics